# Suiyuan (Provinz)

Ehemalige Provinz Suiyuan

Suiyuan (chinesisch 綏遠 / 绥远, Pinyin Suīyuǎn, Abk. 綏,  suī) war der Name einer nördlich der Großen Mauer gelegenen ehemaligen Provinz in Nordchina zur Zeit des Kaiserreichs bzw. der nationalistischen Republik. Provinzhauptstadt war Guisui, das heutige Hohhot.
Die Provinz wurde 1937–1945 vom „autonomen“ japanischen Satellitenstaat Mengjiang (Innere Mongolei) beansprucht, aber nur der östliche Teil mit Guisui (Hohhot) wurde von den Japanern und den mit ihnen verbündeten Mongolen tatsächlich beherrscht. Ab 1947 bildete Suiyuan zusammen mit der ehemaligen Provinz Chahar das Kerngebiet der neueingerichteten Autonomen Inneren Mongolei innerhalb der Volksrepublik China.
Die Provinz umfasste bis zu ihrer Auflösung 1954 etwa die heutigen chinesisch-mongolischen Bezirke Hohhot, Baotou, Ordos, Wuhai und Bayan Nur, weitere Teile fielen an den Bezirk Ulanqab.